# Saint-Julien-Chapteuil

Saint-Julien-Chapteuil este o comună în departamentul Haute-Loire, Franța. În 2009 avea o populație de 1,867 de locuitori.